# Rete stradale trans-africana

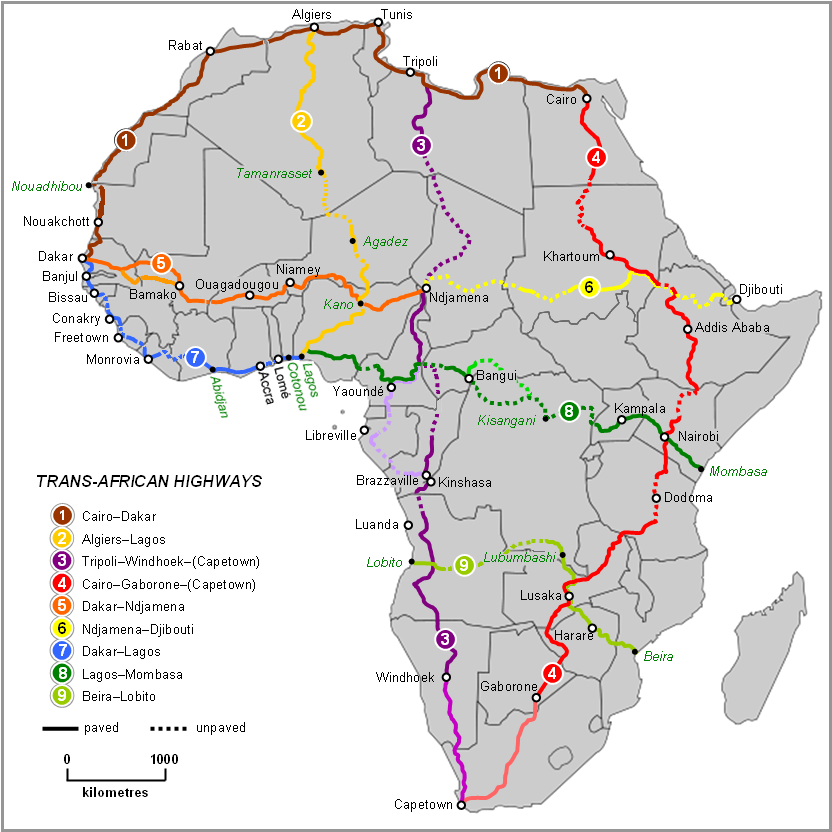
Mappa delle strade transafricane.

La rete stradale trans-africana è un sistema di strade transcontinentali, risultato di un progetto congiunto dell'UNECA, della Banca di Sviluppo Africana e dell'Unione africana insieme alle comunità regionali ed internazionali.

## Finalità
Scopo di questo progetto è promuovere il commercio ed alleviare la povertà in Africa attraverso lo sviluppo di un'efficiente rete stradale e la gestione dei corridoi stradali sui quali si svolgono gli scambi commerciali. La lunghezza totale delle nove autostrade è di 56.683 km. Il nome "rete autostradale trans-africana" e le sue varianti non sono in uso comune fuori dal circolo degli addetti ai lavori, ed attualmente non si trovano denominate come tali se non in Kenya e Uganda, dove il tratto Mombasa-Nairobi-Kampala-Fort Portal dell'ottava autostrada è alcune volte chiamato autostrada trans-africana.

## Caratteristiche generali della rete

### Nazioni coinvolte
La rete, nel suo progetto completo, tocca tutte le nazioni continentali dell'Africa tranne il Burundi, l'Eritrea, la Somalia, la Guinea Equatoriale, il Lesotho, il Malawi, il Ruanda, il Sudan del Sud e lo Swaziland. Di queste, però, Malawi, Lesotho e Swaziland hanno costruito strade collegate alla rete, e questa si avvicina molto ai confini delle altre.

### Collegamenti mancanti
Al momento attuale, più della metà dell'intera opera è stata asfaltata, anche se la manutenzione è già un problema in molte zone. Ci sono ancora numerosi "collegamenti mancanti", dove i camion non possono transitare dopo una pioggia o un incidente dovuto ad una frana, della sabbia oppure una tempesta di sabbia. In alcuni casi, non è mai stata costruita alcuna strada, come il vuoto di 200 km fra Salo, nella Repubblica Centrafricana e Ouésso, in Repubblica del Congo, lungo l'itinerario 3. Queste sezioni mancanti sono dovute soprattutto alla minore importanza di un'opera simile in confronto ad emergenze regionali o nazionali.
Di conseguenza, delle cinque macroregioni africane - Nordafrica, Africa occidentale, Africa centrale, Africa orientale e Africa meridionale - il transito è relativamente semplice solo fra l'Africa orientale e quella occidentale, e ad est si basa su una singola strada nel sudovest della Tanzania.
Mentre l'Africa settentrionale e quella meridionale sono collegate attraverso il Sahara, la principale mancanza della rete è il non avere strade asfaltate che attraversino la zona centrale del continente. Questa mancanza, non solo ostacola il commercio fra Africa orientale ed occidentale, o orientale e meridionale, ma anche all'interno della stessa Africa centrale. La situazione è anche più grave poiché l'ambiente, che è una seria sfida per gli ingegneri, rende quasi impossibile la creazione di una strada, e quelle che vengono asfaltate hanno vita breve. È stato programmato che ben 3 strade dovrebbero attraversare questa zona proibitiva in direzione est-ovest - la 6, la 8 e la 9 - ed un'altra in direzione nord-sud - la 3 - e tutte queste contano gravi mancanze all'interno del loro tracciato originario.

## Contesto
L'Africa ha una storia relativamente povera in materia di cooperazione internazionale per la costruzione di vie di comunicazione. Il colonialismo prima e i poteri in competizione all'interno degli Stati e fra gli stessi poi non hanno generalmente incoraggiato collegamenti stradali, tranne quelli assolutamente necessari, e negli Stati di recente indipendenza i confini sono stati innalzati per proteggere il mercato interno ed isolarsi dai nemici, atteggiamento non esattamente propizio alla presenza di importanti arterie di comunicazione.
Inoltre, l'elevata povertà di queste zone impone il trasferimento della maggior parte dei fondi per la costruzione della rete stradale ad opere di alleviamento del disagio comune, prima priorità di molti Stati africani.
In risposta a ciò, gli enti che promuovono l'opera la presentano come un grandioso progetto che, stimolando il commercio, allevierebbe la povertà, migliorando anche la salute e l'educazione dal momento che nuove strade permetterebbero ai servizi medici ed educativi di distribuirsi anche in quelle zone sino ad oggi irraggiungibili.

### Guerre e conflitti
Oltre che ostacolare i progressi nella costruzione delle strade, le guerre e i conflitti africani hanno spesso portato alla distruzione di tratti stradali e ponti, resa difficile la manutenzione ed anche impedito collegamenti vitali. Sierra Leone, Liberia, Repubblica Democratica del Congo e Angola sono alcuni stati in fase di ricostruzione dopo un conflitto. Le guerre in Congo hanno danneggiato seriamente la rete autostradale, tagliano buona parte dei contatti fra Africa orientale ed occidentale. Recentemente, doverose misure di sicurezza hanno diminuito il traffico stradale nelle zone meridionali di Marocco, Algeria, Tunisia ed Egitto, così come in Ciad e gran parte del Sudan.
La crescita di una società, e nel caso specifico lo sviluppo della rete autostradale trans-africana, passa per lunghi periodi di pace e stabilità, come quello che parve profilarsi nel 2007, quando la situazione dell'autostrada 6 vedeva quello del Sudan meridionale come l'unico conflitto che avrebbe potuto interessare negativamente la strada. L'illegalità più le guerre ostacolano il progetto dell'autostrada 3 fra la Libia e il Ciad, e, anche se motivi economici legati alla manutenzione avrebbero potuto compromettere la situazione delle autostrade 4 e 9 in Zimbabwe, sono state considerati percorsi alternativi passanti attraverso nazioni confinanti. I conflitti in Somalia non dovrebbero intaccare lo sviluppo dell'opera, ma potrebbero compromettere la costruzione di arterie secondarie dell'autostrada.

### Mancanza di aspetti eco-sostenibili
La più grande e grave mancanza nel progetto è la non-considerazione data agli aspetti eco-sostenibili dell'opera. Mentre nella progettazione delle grandi infrastrutture in altre parti del mondo si tiene molto conto dell'impatto che la costruzione avrebbe sull'ambiente, le relazioni pubblicate dall'ADB e dall'UNECA mancano di un riferimento qualsiasi a situazioni del genere. Il ruolo che la costruzione di simili infrastrutture avrà nella deforestazione, nella distruzione degli habitat, nella diffusione di malattie legate alle piante o di vere e proprie epidemie, nonostante sia ben noto a molti, non è stato ben specificato. Ciò ha portato a quasi nessuna opposizione di fronte alla scelta di percorsi pericolosi per l'ambiente, come ad esempio quelli che coinvolgono il fiume Sangha in Camerun, ben sapendo che vie alternative, sebbene più costose, avrebbero di molto ridotto ogni effetto negativo sull'ambiente.

## Le strade
Sono state progettate nove strade, di cui sei in direzione est-ovest, e tre in direzione nord-sud; una quarta strada nord-sud è costituita dall'unione di alcuni tratti di due strade est-ovest.

### Strade est-ovest
Partendo da quelle più settentrionali, abbiamo:
- Strada trans-africana 1 (Trans-African Highway 1, TAH 1), Cairo-Dakar, 8.636 km: autostrada principalmente costiera, corre lungo la costa mediterranea del Nordafrica e continua lungo la linea atlantica della zona nord-occidentale del continente; sostanzialmente completa, nonostante il tratto al confine fra Marocco ed Algeria sia chiuso. Si unisce alla TAH 7 nel formare un'autostrada supplementare, in direzione nord-sud, che si snoda lungo la zona ovest dell'Africa.
- Strada trans-africana 5 (Trans-African Highway 5, TAH 5), Dakar-N'Djamena, 4.496 km: anche nota come Trans-Sahelian Highway (Autostrada trans-saheliana), collega i Paesi della zona occidentale del Sahel, ed è completa per l'80% circa.
- Strada trans-africana 6 (Trans-African Highway 6, TAH 6), N'Djamena-Gibuti, 4.219 km: prolungamento della TAH 5, prosegue lungo la zona orientale del Sahel fino al porto di Gibuti, sull'Oceano Indiano. Il percorso congiunto della TAH 5 e della TAH 6 era stato inizialmente progettato nella prima fase del Novecento dai francesi, durante il loro periodo di predominio coloniale.
- Strada trans-africana 7 (Trans-African Highway 7, TAH 7), Dakar-Lagos, 4.010 km: altrimenti conosciuta come Trans-West African Coastal Road (Autostrada costiera trans-africana occidentale), è completa per l'80%. Si unisce con la TAH 1 per formare un'autostrada nord-sud addizionale che si dipana lungo il fianco occidentale del continente africano.
- Strada trans-africana 8, (Trans-African Highway 8, TAH 8), Lagos-Mombasa, 6.259 km: contigua con la TAH 7, forma con essa una colossale via di comunicazione di 10.269 km che taglia trasversalmente il continente, in direttiva est-ovest. La metà orientale dell'autostrada è completa nei tratti che attraversano il Kenya e L'Uganda, dove è localmente conosciuta come Autostrada trans-Africa. La sua estremità orientale in Nigeria, Camerun e Repubblica Centrafricana è quasi completa, ma una lunga mancanza nella zona della Repubblica Democratica del Congo, nella zona intermedia della via, impedisce quasi ogni utilizzo pratico della stessa.
- Strada trans-africana 9, (Trans-African Highway 9, TAH 9), Beira-Lobito, 3.523 km: sostanzialmente completa, escludendo alcune zone del settore orientale, ma nella zona occidentale il tratto fra l'Angola e il Congo centro-meridionale richiede manutenzione.

### Autostrade nord-sud
Partendo da quelle più occidentali, abbiamo:
- Strada trans-africana 2, (Trans-African Highway 2, TAH 2), Algeri-Lagos, 4.504 km: anche conosciuta col nome di Trans-Sahara Highway (Autostrada Trans-Sahara), è pressoché completa, benché manchino 200 km di traccia nel deserto da asfaltare, ma i controlli di sicurezza ai confini delle nazioni ne restringono l'uso.
- Strada trans-africana 3, (Trans-African Highway 3, TAH 3), Tripoli-Windhoek-(Città del Capo), 10.808 km: questa è l'autostrada con più tratti mancanti, e che richiede una massiccia opera di ricostruzione, dato che solo i tratti di percorrenza nazionale in Libia, Camerun, Angola, Namibia e Sudafrica possono essere utilizzati. Inizialmente, il tratto sudafricano non era incluso nel progetto, poiché l'opera è stata progettata nei tempi dell'Apartheid, ma successivamente si è ufficializzato il prolungamento del percorso sino a Città del Capo.
- Strada trans-africana 4 (Trans-African Highway 4, TAH 4), Il Cairo-Gaborone-(Città del Capo), 10.228 km: il recente completamento del tratto da Dongola a Wadi Halfa nel Sudan settentrionale e del passaggio di confine presso Galabat, nell'Etiopia settentrionale lascia due soli tratti ancora da completare: fra Isiolo e Moyale nel Kenya settentrionale (tratto soprannominato "La strada per l'inferno" dai viaggiatori) e la sezione ghiaiosa attraverso Dodoma nella Tanzania centrale. L'attraversamento stradale del confine fra Egitto e Sudan è tuttora proibito, e nonostante il tratto stradale egiziano, dalla città di Aswan arrivi fino al confine con il Sudan, esso è proibito e per arrivare a Wadi Halfa, si usa un unico obsoleto traghetto che con cadenza settimanale (parte ogni lunedì), attraversa il lago Nasser. Come per la TAH 3, il Sudafrica non era originariamente incluso nel percorso per la presenza dell'Apartheid, ma è stato confermato che l'autostrada correrà sino a Pretoria e Città del Capo. Ad esclusione del tratto etiope, la strada coincide quasi del tutto con il grande progetto della Cape to Cairo Road, ovvero il sogno dell'impero coloniale inglese di collegare i suoi possedimenti africani, attraverso una colossale via di comunicazione che collegasse Il Cairo con Città del Capo, un sogno che oggi è vicino a concretizzarsi.

## Progetti regionali
Le comunità regionali internazionali sono molto impegnate nell'appoggiare e supportare il progetto, e lavorano in collaborazione con l'ADB e l'UNECA; ad esempio:
- l'Unione del Maghreb arabo coordina e sovrintende al tratto fra Tripoli e Nouakchott della TAH 1;
- l'ECOWAS controlla il mantenimento e lo sviluppo della TAH 5 e della TAH 7;
- la SADC ha un intensivo progetto di sviluppo per una rete di strade secondarie da supporto alla rete trans-africana nella zona meridionale. La TAH 9 e i tratti meridionali delle TAH 3 e 4 sfruttano strade preesistenti create e gestite dalla SADC o da suoi collaboratori. In particolare, la SADC si occupa dei collegamenti fra i porti sulla costa e l'interno.